# Joseph Gonzales (boxare)
Joseph Gonzales, född 6 augusti 1941 i Narbonne, är en fransk före detta boxare.
Gonzales blev olympisk silvermedaljör i lätt mellanvikt i boxning vid sommarspelen 1964 i Tokyo.